# Manuel Schwaerzer
Manuel Schwaerzer (11 juni 1996) is een Italiaans skeletonracer.

## Carrière
Schwaerzer nam voor het eerst deel aan de wereldbeker 2016/17 waar hij in het algemeen klassement eindigde op de 35e plaats. De volgende seizoen deed hij telkens mee aan enkele wedstrijden en eindigde nooit beter dan een 28e plaats. Hij nam nog nooit deel aan een wereldkampioenschap.

## Resultaten

### Wereldbeker
Eindklasseringen
| Seizoen   | Rang |
| --------- | ---- |
| 2016/2017 | 35e  |
| 2017/2018 | 38e  |
| 2018/2019 | 28e  |
| 2019/2020 | 30e  |
| 2020/2021 | 33e  |
| 2021/2022 | /    |
| 2022/2023 | 25e  |